# Alexander Baljakin
Alexander Michajlavitsj Baljakin (Wit-Russisch: Аляксандр Міхайлавіч Балякин) (Archangelsk, 8 april 1961) is een Nederlands dammer, afkomstig uit de Sovjet-Unie. Hij is in het bezit van de titels Internationaal Grootmeester en Nationaal Grootmeester.

## Biografie
Baljakin werd geboren in Archangelsk. Later verhuisde hij naar Minsk. Tot de val van de Sovjet-Unie kwam hij tien maal uit op het nationaal kampioenschap van dit land. In deze periode wist hij drie maal kampioen van de Sovjet-Unie te worden, boven wereldtoppers als Gantvarg, Tsjizjov, Dybman en Sjtsjogoljev. Van 1989 tot en met juni 2024 speelt Baljakin voor de Nederlandse damclub VBI Huissen. Per 1 juli 2024 maakte hij de overstap naar WSDV uit Wageningen. Totdat hij in 2002 naar Arnhem verhuisde, reisde hij regelmatig op en neer voor een wedstrijd in de Nederlandse damcompetitie.
Na de val van de Sovjet-Unie kwam hij uit voor Wit-Rusland. Hij won zes nationale kampioenschappen.
Sinds 2004 mag Baljakin als Nederlander uitkomen op (inter)nationale kampioenschappen. Sindsdien heeft hij achttien keer deelgenomen aan het Nederlands kampioenschap, dat hij acht keer won. In 2010 verkreeg Baljakin de Nederlandse nationaliteit. In 2021 werd Baljakin bondstrainer bij de KNDB. Sindsdien speelt hij geen persoonlijke toernooien meer, met uitzondering van het Nederlands kampioenschap.
Baljakin kwam uit op elf wereldkampioenschappen, waarbij de tweede plaats in 1986 zijn beste resultaat was.

## Resultatenoverzicht

### Wereldkampioenschap
| jaar    | locatie       | toernooitype (dln)    | rang           | AW             | Pnt            | W              | R              | V              |
| ------- | ------------- | --------------------- | -------------- | -------------- | -------------- | -------------- | -------------- | -------------- |
| 1983    | Amsterdam     | Achtkamp (8)          | 5              | 14             | 13             | 1              | 11             | 2              |
| 1984    | Dakar         | Halve competitie (20) | 5              | 19             | 22             | 6              | 10             | 3              |
| 1986    | Groningen     | Halve competitie (20) | Zilver         | 19             | 26             | 8              | 10             | 1              |
| 1988    | Paramaribo    | Halve competitie (20) | 4              | 19             | 25             | 6              | 13             | 0              |
| 1990    | Groningen     | Halve competitie (20) | niet geplaatst | niet geplaatst | niet geplaatst | niet geplaatst | niet geplaatst | niet geplaatst |
| 1992    | Toulon        | Halve competitie (24) | Brons          | 23             | 31             | 9              | 13             | 1              |
| 1994    | Den Haag      | Halve competitie (20) | Brons          | 19             | 24             | 5              | 14             | 0              |
| 1996/97 | Abidjan       | Halve competitie (12) | 7              | 11             | 11             | 2              | 7              | 2              |
| 2001    | Moskou        | Halve competitie (17) | niet geplaatst | niet geplaatst | niet geplaatst | niet geplaatst | niet geplaatst | niet geplaatst |
| 2003    | Zwartsluis    | Halve competitie (20) | niet geplaatst | niet geplaatst | niet geplaatst | niet geplaatst | niet geplaatst | niet geplaatst |
| 2005    | Amsterdam     | Halve competitie (12) | Brons          | 11             | 13             | 2              | 9              | 0              |
| 2007    | Hardenberg    | Halve competitie (20) | niet geplaatst | niet geplaatst | niet geplaatst | niet geplaatst | niet geplaatst | niet geplaatst |
| 2011    | Emmeloord Urk | Halve competitie (20) | 6              | 19             | 22             | 3              | 16             | 0              |
| 2013    | Oefa          | Halve competitie (12) | niet geplaatst | niet geplaatst | niet geplaatst | niet geplaatst | niet geplaatst | niet geplaatst |
| 2015    | Emmen         | Halve competitie (20) | 6              | 19             | 22             | 3              | 16             | 0              |
| 2017    | Tallinn       | Halve competitie (12) | 4              | 11             | 12             | 1              | 10             | 0              |
| 2019    | Yamoussoukro  | Halve competitie (20) | niet geplaatst | niet geplaatst | niet geplaatst | niet geplaatst | niet geplaatst | niet geplaatst |

### Europees kampioenschap
| jaar | locatie     | toernooitype (dln)                  | rang                                | AW                                  | Pnt                                 | W                                   | R                                   | V                                   |
| ---- | ----------- | ----------------------------------- | ----------------------------------- | ----------------------------------- | ----------------------------------- | ----------------------------------- | ----------------------------------- | ----------------------------------- |
| 2006 | Bovec       | Zwitsers (94)                       | 5                                   | 10                                  | 13                                  | 3                                   | 7                                   | 0                                   |
| 2008 | Tallinn     | Zwitsers (66)                       | 8                                   | 9                                   | 11                                  | 3                                   | 5                                   | 1                                   |
| 2010 | Murzasichle | Zwitsers (65)                       | 11                                  | 9                                   | 11                                  | 2                                   | 7                                   | 0                                   |
| 2012 | Emmen       | Zwitsers (68)                       | 27                                  | 9                                   | 10                                  | 2                                   | 6                                   | 1                                   |
| 2014 | Tallinn     | Zwitsers (75)                       | 16                                  | 9                                   | 11                                  | 2                                   | 7                                   | 0                                   |
| 2016 | Izmir       | Zwitsers (32)                       | niet deelgenomen                    | niet deelgenomen                    | niet deelgenomen                    | niet deelgenomen                    | niet deelgenomen                    | niet deelgenomen                    |
| 2018 | Moskou      | Zwitsers (56)                       | 10                                  | 9                                   | 11                                  | 3                                   | 5                                   | 1                                   |
| 2020 | Antalya     | niet gespeeld i.v.m. coronapandemie | niet gespeeld i.v.m. coronapandemie | niet gespeeld i.v.m. coronapandemie | niet gespeeld i.v.m. coronapandemie | niet gespeeld i.v.m. coronapandemie | niet gespeeld i.v.m. coronapandemie | niet gespeeld i.v.m. coronapandemie |

### Nationaal kampioenschap
| jaar                             | locatie                              | toernooitype (dln)                   | rang                                 | AW                                   | Pnt                                  | W                                    | R                                    | V                                    |
| -------------------------------- | ------------------------------------ | ------------------------------------ | ------------------------------------ | ------------------------------------ | ------------------------------------ | ------------------------------------ | ------------------------------------ | ------------------------------------ |
| Kampioenschap van de Sovjet-Unie |                                      |                                      |                                      |                                      |                                      |                                      |                                      |                                      |
| 1981                             | Leningrad                            | Halve competitie (18)                | 9                                    | 17                                   | 18                                   | 5                                    | 8                                    | 4                                    |
| 1982                             | Kiev                                 | Halve competitie (17)                | Goud                                 | 16                                   | 19                                   | 4                                    | 11                                   | 1                                    |
| 1983                             | Tallinn                              | Halve competitie (18)                | 18                                   | 17                                   | 13                                   | 2                                    | 9                                    | 6                                    |
| 1984                             | Archangelsk                          | Halve competitie (18)                | Zilver                               | 17                                   | 19                                   | 3                                    | 13                                   | 1                                    |
| 1985                             | Charkov                              | Halve competitie (18)                | 4                                    | 17                                   | 19                                   | 4                                    | 11                                   | 2                                    |
| 1986                             | Minsk                                | Halve competitie (18)                | Zilver                               | 17                                   | 21                                   | 4                                    | 13                                   | 0                                    |
| 1987                             | Daugavpils                           | Halve competitie (18)                | 5                                    | 17                                   | 19                                   | 3                                    | 13                                   | 1                                    |
| 1988                             | Jerevan                              | Halve competitie (18)                | Goud                                 | 17                                   | 21                                   | 4                                    | 13                                   | 0                                    |
| 1989                             | Tasjkent                             | Halve competitie (17)                | Goud                                 | 16                                   | 20                                   | 4                                    | 12                                   | 0                                    |
| 1990                             | Leningrad                            | Halve competitie (18)                | 15                                   | 17                                   | 15                                   | 1                                    | 13                                   | 3                                    |
| 1991                             | Orjol                                | Halve competitie (18)                | niet deelgenomen                     | niet deelgenomen                     | niet deelgenomen                     | niet deelgenomen                     | niet deelgenomen                     | niet deelgenomen                     |
| Wit-Russisch kampioenschap       |                                      |                                      |                                      |                                      |                                      |                                      |                                      |                                      |
| 1993                             |                                      | Halve competitie (17)                | Goud                                 | 16                                   | 25                                   | 10                                   | 5                                    | 1                                    |
| 1994                             |                                      | Halve competitie (16)                | Goud                                 | 15                                   | 22                                   | 7                                    | 8                                    | 0                                    |
| 1995                             |                                      | Halve competitie (14)                | Goud                                 | 13                                   | 19                                   | 6                                    | 7                                    | 0                                    |
| 1996                             |                                      | Halve competitie (14)                | Goud                                 | 13                                   | 24                                   | 11                                   | 2                                    | 0                                    |
| 1997                             |                                      | Halve competitie (14)                | Goud                                 | 13                                   | 19                                   | 6                                    | 7                                    | 0                                    |
| 1998                             |                                      | Halve competitie (14)                | Goud                                 | 13                                   | 18                                   | 5                                    | 8                                    | 0                                    |
| Nederlands kampioenschap         |                                      |                                      |                                      |                                      |                                      |                                      |                                      |                                      |
| 2004                             | Huissen                              | Halve competitie (14)                | Zilver                               | 13                                   | 17                                   | 4                                    | 9                                    | 0                                    |
| 2005                             | Groningen                            | Halve competitie (14)                | Zilver                               | 13                                   | 15                                   | 3                                    | 9                                    | 1                                    |
| 2006                             | Culemborg                            | Halve competitie (14)                | Zilver                               | 13                                   | 16                                   | 4                                    | 8                                    | 1                                    |
| 2007                             | Soest                                | Halve competitie (14)                | 4                                    | 13                                   | 15                                   | 2                                    | 11                                   | 0                                    |
| 2008                             | Emmeloord                            | Halve competitie (14)                | Zilver                               | 13                                   | 16                                   | 4                                    | 8                                    | 1                                    |
| 2009                             | Huissen                              | Halve competitie (14)                | Goud                                 | 13                                   | 16                                   | 4                                    | 8                                    | 1                                    |
| 2010                             | Emmen                                | Halve competitie (12)                | Goud                                 | 11                                   | 17                                   | 6                                    | 5                                    | 0                                    |
| 2011                             | Wapenveld                            | Halve competitie (12)                | Goud                                 | 11                                   | 16                                   | 5                                    | 6                                    | 0                                    |
| 2012                             | Heerhugowaard                        | Halve competitie (14)                | Zilver                               | 13                                   | 16                                   | 4                                    | 8                                    | 1                                    |
| 2013                             | Steenwijk                            | Halve competitie (12)                | Goud                                 | 11                                   | 17                                   | 7                                    | 3                                    | 1                                    |
| 2014                             | Huissen                              | Halve competitie (12)                | Goud                                 | 11                                   | 16                                   | 5                                    | 6                                    | 0                                    |
| 2015                             | Emmeloord                            | Halve competitie (12)                | Zilver                               | 11                                   | 15                                   | 4                                    | 7                                    | 0                                    |
| 2016                             | Enschede                             | Halve competitie (12)                | Goud                                 | 11                                   | 14                                   | 3                                    | 8                                    | 0                                    |
| 2017                             | Urk                                  | Halve competitie (14)                | Zilver                               | 11                                   | 14                                   | 3                                    | 8                                    | 0                                    |
| 2018                             | Harlingen                            | Halve competitie (12)                | Goud                                 | 11                                   | 16                                   | 5                                    | 6                                    | 0                                    |
| 2019                             | Huissen                              | Halve competitie (12)                | Goud                                 | 11                                   | 16                                   | 5                                    | 6                                    | 0                                    |
| 2020                             | Kraggenburg                          | Halve competitie (14)                | Zilver                               | 13                                   | 19                                   | 6                                    | 7                                    | 0                                    |
| 2021                             | niet gespeeld i.v.m. het coronavirus | niet gespeeld i.v.m. het coronavirus | niet gespeeld i.v.m. het coronavirus | niet gespeeld i.v.m. het coronavirus | niet gespeeld i.v.m. het coronavirus | niet gespeeld i.v.m. het coronavirus | niet gespeeld i.v.m. het coronavirus | niet gespeeld i.v.m. het coronavirus |
| 2022                             | Wageningen                           | Halve competitie (14)                | Zilver                               | 13                                   | 19                                   | 6                                    | 7                                    | 0                                    |
| 2023                             | Drachten                             | Halve competitie (14)                | Zilver                               | 13                                   | 19                                   | 6                                    | 7                                    | 0                                    |
| 2024                             | Drachten                             | Halve competitie (14)                | Brons                                | 13                                   | 17                                   | 4                                    | 9                                    | 0                                    |

## Boeken
Baljakin is (mede-)auteur van een aantal damboeken in de Nederlandse taal, waaronder:
- Alexander Baljakin / Harm Wiersma, De Nationale Top Training 1992, 1993
- Alexander Baljakin / Harm Wiersma, De Nationale Top Training 1993, 1996
- Alexander Baljakin / Harm Wiersma, De Nationale Top Training 1994, 1997
- Alexander Baljakin, Schwarzmanie, 1997